# Gamela
El gamela (Gamella, Acobu, Barbados), Curinsi o Acobu és una llengua no classificada i presumptament extingida del Maranhão, Regió Nord-est del Brasil. Originalment es parlava al llarg del riu Itapecuru, riu Turiaçu i riu Pindaré, amb descendents ètnics que viuen a Cabo i Vianna a l'estat de Maranhão, els gamela, assimilats lingüísticament pels xavantes.
Kaufman (1994) va dir que 'només Greenberg ha gosat classificar aquesta llengua', a causa de la manca de dades al respecte.
Aquest és presumiblement la llengua gamela de Viana) segons 19 paraules recolliders per Nimuendajú (1937:68).

## Altres varietats
A continuació es mostren altres varietats extingides, de moltes de les quals no es tenen dades, que podrien estar relacionades amb Gamela.
- Arañí - un cop parlada entre el riu Parnaíba i riu Itapecuru
- Puti (Poti) - un cop parlada a la desembocadura del riu Poti (sense atestar)
- Anapurú - un cop parlada a la riba dreta del riu Parnaíba (sense atestar)
- Uruati - llengua extingida des de la desembocadura del riu Munim, Maranhão
- Cururi - llengua extingida dels veïns de la tribu Uruati
- Guanare - un cop parlada entre el riu Itapecuru i el riu Parnaíba (sense atestar)
- Coroatá - un cop parlada al riu Itapecuru, Maranhão (sense atestar)
- Guaxina - un cop parlat a la desembocadura del riu Itapecuru (sense atestar)
- Curinsi - un dialecte extingit del gamela parlat prop de Vianna
- Tacarijú - un cop parlat al riu Longá a l'estat de Piauí (sense atestar)

## Vocabulari
Loukotka (1968) dona tres paraules en gamela:
- kokeáto 'pot'
- kyoipé 'arbre'
- anéno 'tabac'

Paraulesgamella of Viana recollides per Nimuendajú (1937:68) de la seva informant Maria Cafuza a Viana (Maranhão):
| glossa          | Gamella de Viana  |
| --------------- | ----------------- |
| foc             | tatá (< Tupí)     |
| penis           | purú              |
| vulva           | sebú              |
| Negre           | katú-brohó        |
| Blanc? Indi?    | katú-koyaká       |
| Cunyat          | múisi             |
| pot             | kokeáto           |
| bol de carbassa | kutubé            |
| club            | tamarána (< Tupi) |
| ganivet         | kasapó            |
| jaguar          | yopopó            |
| mico            | kokói (< Timbira) |
| cavall          | pohoné            |
| ramat           | azutí             |
| au domèstica    | kureːká           |
| arbre           | kyoipé            |
| tabac           | anéno             |
| pebre           | birizu            |
| gruixut         | tomabéto          |